# Kunzang C. Namgyel
Kunzang Chhoden Namgyel est devenue la première ambassadrice du Bhoutan et la représentante permanente du pays auprès de l'Organisation des Nations unies en janvier 2014,,,.Elle est mariée et mère de quatre enfants, trois filles et un fils.

## Études
Namgyel a poursuivi ses études en arts au Lady Keane College de Shillong, affilié à la North Eastern Hill University , en Inde .

## Carrière
En mars 1980, Namgyel a rejoint le ministère des Affaires étrangères. Depuis, elle a occupé divers postes au cours de sa carrière de trois décennies.
Certaines de ses fonctions sont répertoriées comme suit:
- Directrice pour le Bhoutan au Secrétariat de l'Association sud-asiatique pour la coopération régionale, Katmandou , Népal d'octobre 1995 à mars 1999
- Ministre Conseiller et Représentant permanent adjoint, Mission permanente du royaume du Bhoutan auprès de l'Organisation des Nations unies, Genève de juillet 2003 à juillet 2007
- Chef du protocole, ministère des Affaires étrangères, Thimphu, d'août 2007 à mai 2009
- Directrice, Département multilatéral, Ministère des affaires étrangères, Thimphu de juin 2009 à août 2011
- Ambassadrice Représentante permanente adjointe, Mission permanente du royaume du Bhoutan auprès des Nations unies, New York de septembre 2011 jusqu'à ce qu'elle soit nommée ambassadrice et représentante permanente.

Le 3 janvier 2014, elle est devenue la première femme officier du service extérieur du Bhoutan nommée par décret royal comme ambassadrice auprès des Nations unies. Elle a succédé à Lhatu Wangchuk qui était le Représentant permanent du début de 2009 à 2013.
En novembre 2014, Namgyel a dirigé la délégation bhoutanaise à la deuxième conférence des Nations unies sur les pays en développement sans littoral à Vienne , en Autriche . Lors de la conférence, Namgyel a présidé la troisième session générale de la conférence. À travers sa déclaration, elle a souligné les défis auxquels le Bhoutan est confronté en tant que nation sans littoral. Elle a demandé aux participants de permettre et de promouvoir la croissance économique afin que la nation dans son ensemble puisse bâtir sur son économie.
Le 22 avril 2016, le Bhoutan a signé l'Accord de Paris à New York sur le changement climatique sous le mandat de Namgyel en tant qu'ambassadeur. Dans sa déclaration, Namgyel a déclaré que le Bhoutan est vulnérable aux changements climatiques et que cet accord est un combat collectif pour la protection du climat. Elle a dit que le Bhoutan en tant que nation est attaché à la cause et a également exhorté les 174 autres nations participantes qui ont signé l'accord à soutenir le Bhoutan dans ce combat 
Son mandat a duré jusqu'en août 2017 et elle a été remplacée par Doma Tshering . En août 2017, Namgyel elle a pris le poste de chef du protocole au ministère des Affaires étrangères du Bhoutan ,.